# Tord Lien
Tord André Lien (født 10. september 1975 i Øksnes) er en norsk politiker ( Frp). Lien var minister for olie og energi i Erna Solbergs regering fra 16. oktober 2013 til 20. december 2016. 